# Herropea

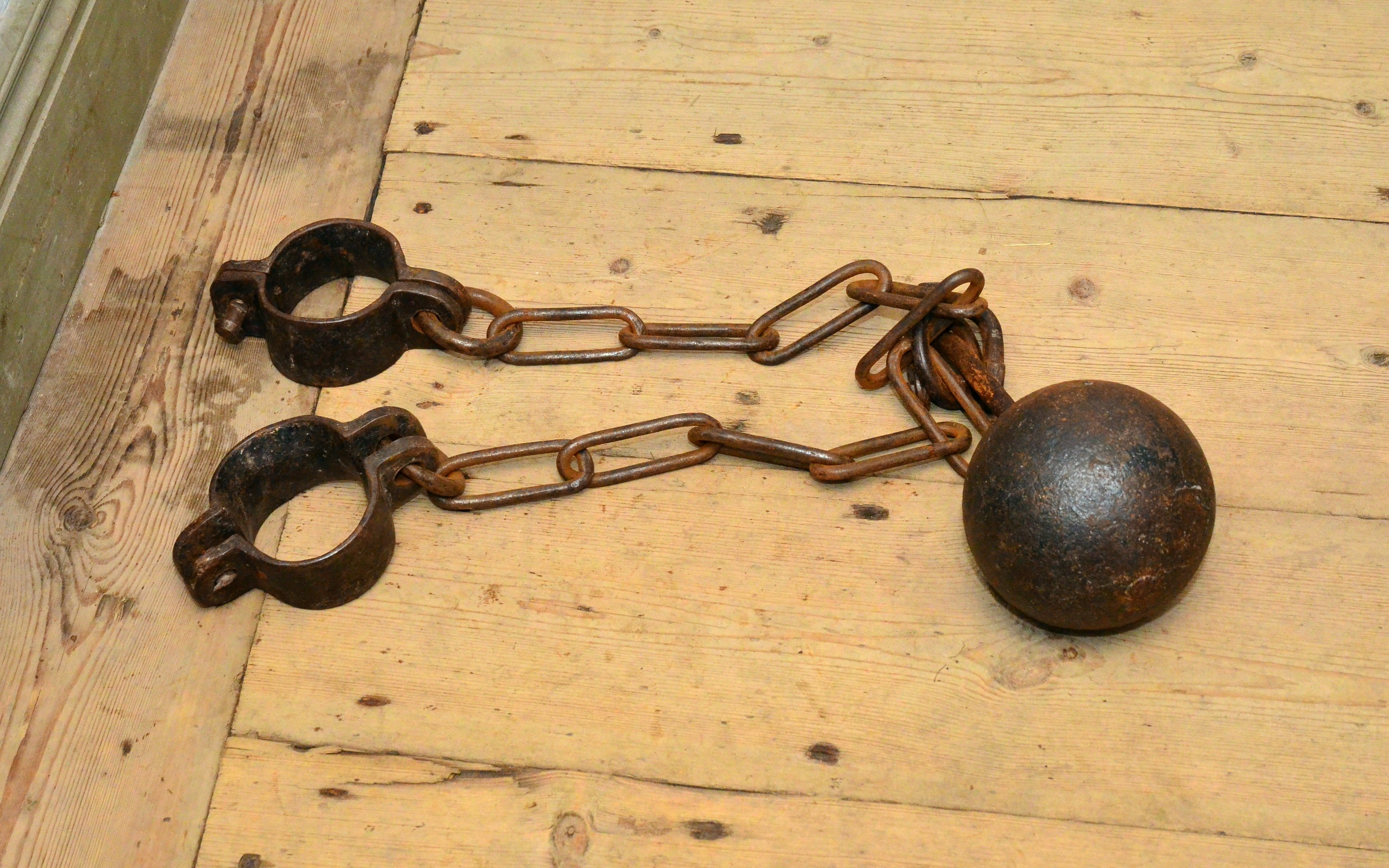

Se llama arropea[cita requerida], harropea (desusado), o herropea al grillete que se pone en los pies a los presos. 
En Asturias, llaman farropea y en Galicia, ferropea y una cadena gruesa que se echa a los presos asida al grillete de un pie. 
Covarrubias en su Tesoro dice que es un género de esposas y prisiones que se ponen en las manos con una barrilla de hierro, la cual ase en la argolla del cuello y que de este género de esposas usaban los moros con los cautivos que traían en las tahonas, para que no pudiesen comer la harina. Y deriva esta voz del griego cardopion, que significa argolla rodeada al pescuezo y asida por detrás a las manos para que estas no puedan llegar a la boca. Parece que Covarrubias se equivocó y que la voz ferropea, de donde viene arropea se compone de fierro y pie y por consecuencia no significa esposas, sino grillos de los pies. 
Compes. Bobad. Polític. lib. 3. cap. 15. núm. 11. 
Yo solamente he practicado en caso de blasfemia dar la casa de cabildo, ú otra que no sea la propia á los jueces, y á los caballeros, poniéndoles una guarda.... demás de la arropea, como se acostumbra.